# Bukurešť
Bukurešť (rumunsky București, do roku 1904 Bucuresci) je největší a zároveň hlavní město Rumunska. Nachází se na jihovýchodě země. Město leží na březích řeky Dâmbovița, přibližně 50 kilometrů jižně teče Dunaj, který zároveň tvoří hranici s Bulharskem. 
První písemné zmínky o Bukurešti pocházejí z roku 1459. V roce 1862 se stala hlavním městem Rumunska a zároveň tak centrem rumunských médií, kultury a umění. Architektura Bukurešti je velmi pestrá, nalezneme zde například budovy klasicistní a secesní, i z meziválečného období například ve stylu art deco. V Bukurešti je významná také architektura komunistického období. Právě v období mezi válkami si vysloužila přezdívku „Paříž východu“ či „Malá Paříž“. Mnoho památek bylo ovšem zničeno ve druhé světové válce a další za vlády Nicolae Ceauşesca. Spousta z nich ovšem přežila a po rumunské revoluci byla zrekonstruována. V posledních letech město zažívá kulturní a hospodářský rozmach. Podle Financial Times a dalších ekonomických deníků je město jedním z nejrychleji se rozvíjejících v Evropě.
V roce 2016 bylo centrum Bukurešti zapsáno jako ohrožené na seznam Světového památkového fondu. V roce 2017 byla Bukurešť dle Mastercard evropským městem s nejvyšším růstem počtu turistů, kteří ve městě přespávají jednu noc. Podle sčítání lidu z roku 2011 žije ve městě 1 883 425 obyvatel, což je pokles oproti roku 2002. Dohromady s okolními městy tvoří Bukurešť aglomeraci, ve které žije 2,27 milionu obyvatel.
Ekonomicky je Bukurešť nejbohatším městem v Rumunsku. Ve městě se nachází řada velkých kongresových, vzdělávacích, kulturních i nákupních zařízení. Město je rozdělené do 6 sektorů a každý z nich má svého starostu.

## Původ názvu
O původu názvu Bukurešti existuje několik teorií. Legenda tvrdí, že město založil bájný pastevec Bucur, podle něhož se město jmenuje. V rumunštině existuje slovo bucurie, což znamená radost. Proto se také někdy Bukurešti říká město radosti. Další teorie tvrdí, že název pochází z „Bukovie“, což znamená bučina (bukový les).

## Dějiny
V dějinách města se střídala období rozvoje a úpadku. 
Podle legendy založil město pastevec Bucur, podle něhož je i pojmenováno. Bucur údajně postavil i kostel, který se dochoval dodnes. První písemné prameny se o městě zmiňují v roce 1459, kdy se stalo sídlem valašského knížete Vlada III. Draculy. Jiné zdroje tvrdí, že město stálo již v roce 1368, a to pod názvem Castrum Dombovitza. V polovině 16. století se stalo letním sídlem královského soudu, který sídlil v budově Starého knížecího dvora. Roku 1595 byla Bukurešť obsazena vojsky Osmanské říše a ta město vyplenila. V roce 1698 se stalo trvale hlavním městem valašského knížectví, ovšem původně bylo hlavním městem Târgoviște. Několikrát jej dobyla Habsburská monarchie – poprvé v roce 1716 během Velké turecké války, pak i v roce 1737 a 1789. V roce 1813 město zasáhla poslední velká morová epidemie na evropské půdě. V letech 1768–1806 bylo město třikrát dobyto i Ruskem. Od roku 1828 do Krymské války bylo pod ruskou správou. 23. března 1847 bylo při velkém požáru města zničeno kolem 2 000 domů. V roce 1862 se stalo hlavním městem Rumunského knížectví, které vzniklo spojením Valašska a Moldávie. 

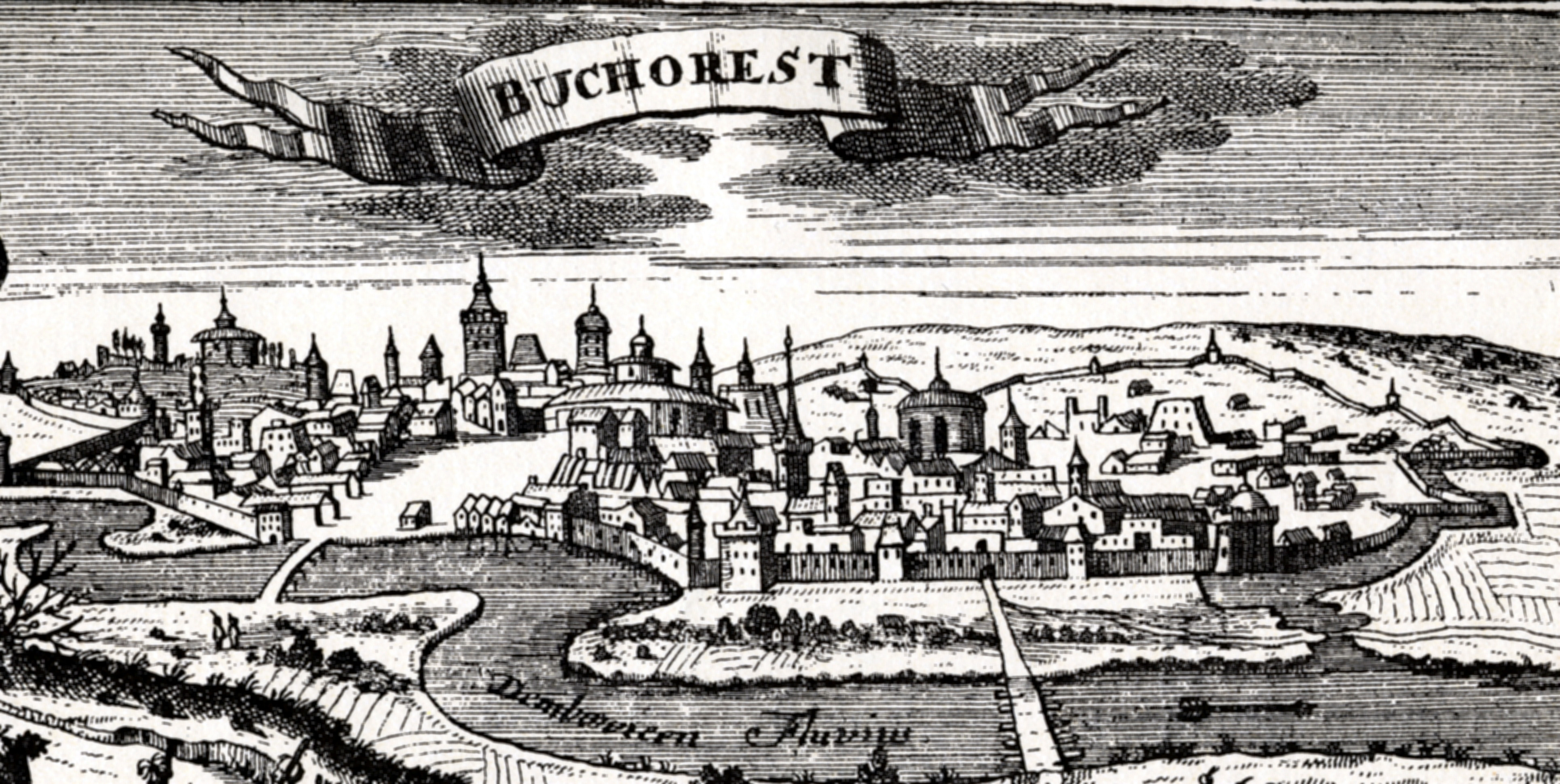
Bukurešť v 18. století

V roce 1881 se Bukurešť stala politickým centrem Rumunského království. V polovině 19. století se začal počet obyvatel dramaticky zvyšovat, proto došlo k zavedení plynového osvětlení, tramvají tažených koňmi a postupné elektrifikace města. Koryto řeky Dâmbovita bylo upraveno v roce 1883, čímž se zamezilo velkým povodním jako té v roce 1865. Také bylo vybudováno městské opevnění. Právě v tomto období si Bukurešť vysloužila přezdívku „Malá Paříž“ a bulvár Calea Victoriei získal přezdívku „Bukurešťská Champs-Élysées“.
V prosinci zde proběhla bitva o Bukurešť, kterou vyhrálo Německé císařství a město obsadilo. Správa státu tak byla přesunuta do města Jasy. Po první světové válce se stala Bukurešť hlavním městem Velkého Rumunska. V meziválečném období se do města stěhovalo asi 30 tisíc obyvatel ročně. V té době byl také postaven bukurešťský Vítězný oblouk. 
Na počátku druhé světové války, když bylo Rumunsko členem Osy, bylo město významným tranzitním bodem při přesunech vojsk a materiálu na východní frontu. Roku 1944 zde vypuklo protifašistické povstání a Rumunsko se připojilo na stranu Rudé armády. Město bylo poté poškozeno německými jednotkami Luftwaffe při neúspěšném pokusu o to získat ho zpět. 
Po nastolení komunismu v Rumunsku se začala ve velkém stavět panelová sídliště. Během vlády Nicolae Ceauşesca byla velká část historického jádra Bukurešti zbourána. Zemětřesení v roce 1977 dalo Ceauşescovi záminku k demolici čtvrti Dealul Spirii, kde se dříve nacházela historická budova nemocnice a archivu, klášter či několik historických továren. Místo této čtvrti zde vznikla nová se jménem Centrul civic (Občanské centrum). Od roku 1979 jezdí ve městě metro. Po rumunské revoluci a pádu komunismu se začala Bukurešť rozvíjet. V roce 2015 vypukl požár v nočním klubu Colectiv, při němž zemřelo 64 lidí. V letech 2017–2019 probíhaly ve městě protesty proti rumunské vládě.

### Smlouvy
Ve městě byly podepsány následující smlouvy:
- Bukurešťská smlouva (1812) mezi Osmanskou říší a Ruským impériem ukončující rusko-tureckou válku
- Bukurešťská smlouva (1886) mezi Srbskem a Bulharskem ukončující srbsko-bulharskou válku
- Bukurešťská smlouva (1913) mezi Bulharskem, Rumunskem, Srbskem, Černou Horou a Řeckem ukončující druhou balkánskou válku
- Bukurešťská smlouva (1916) o spojenectví mezi Rumunskem a státy Dohody
- Bukurešťská smlouva (1918) o spojenectví mezi Rumunskem a Ústředními mocnostmi

## Geografie

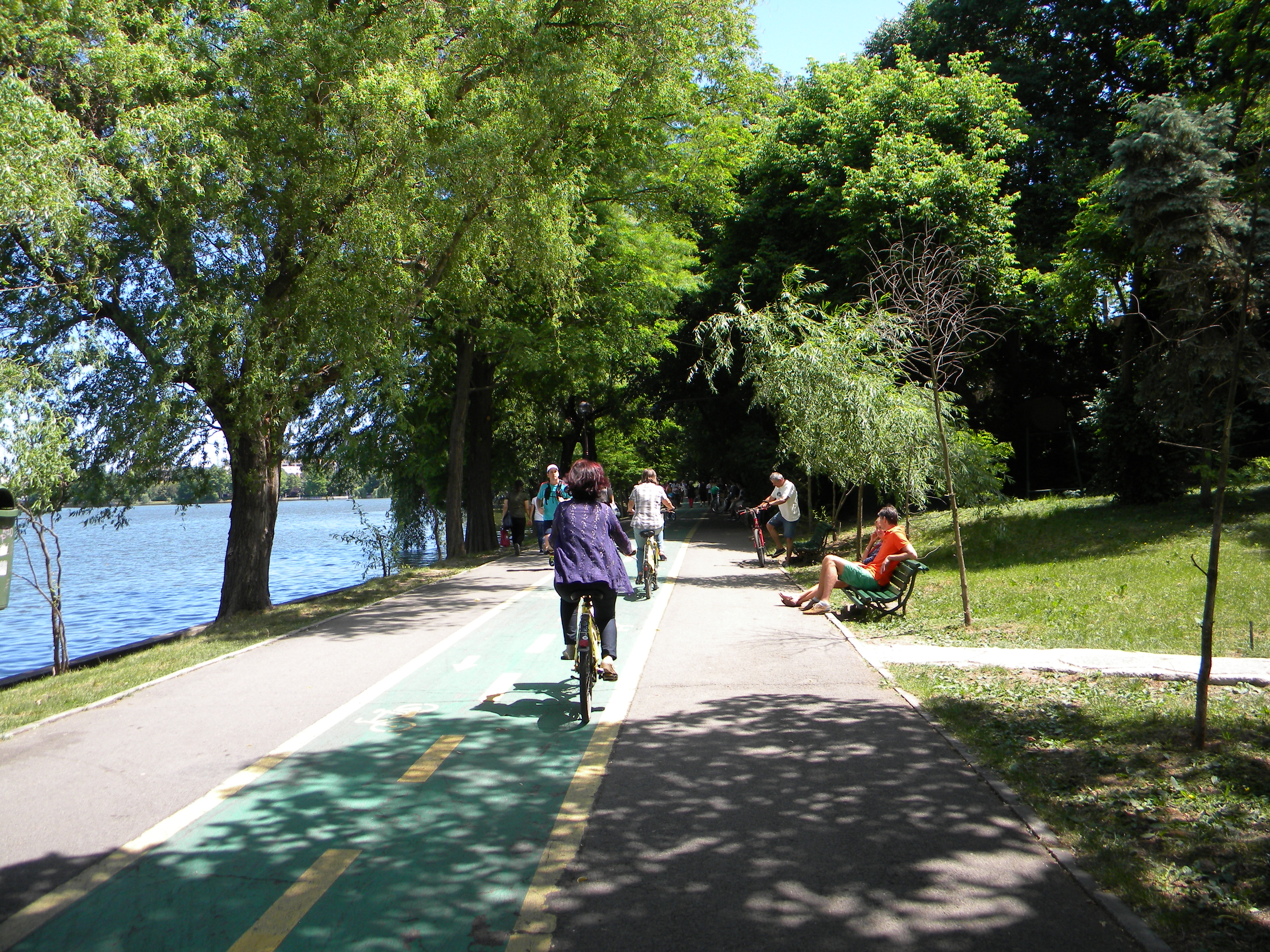
Park Herăstrău

Bukurešť leží na jihovýchodě Rumunské nížiny, kde dříve rostl les, který byl vykácen. Je považována za město postavené na sedmi kopcích stejně jako Řím (Mihai Voda, Dealul Mitropoliei, Radu Voda, Cotroceni, Dealul Spirii, Vacaresti a Sfântu Gheorghe Nou). Nadmořská výška se pohybuje od 55 metrů do 91 metrů nad mořem. Celkově město zabírá plochu o rozloze 226 kilometrů čtverečních. Přibližný střed města leží na Univerzitním náměstí. Městem protéká řeka Dâmbovita. Donedávna byla městská předměstí výhradně venkovská. Po revoluci v roce 1989 se začala budovat předměstí taková, jaká známe z Paříže či Londýna.

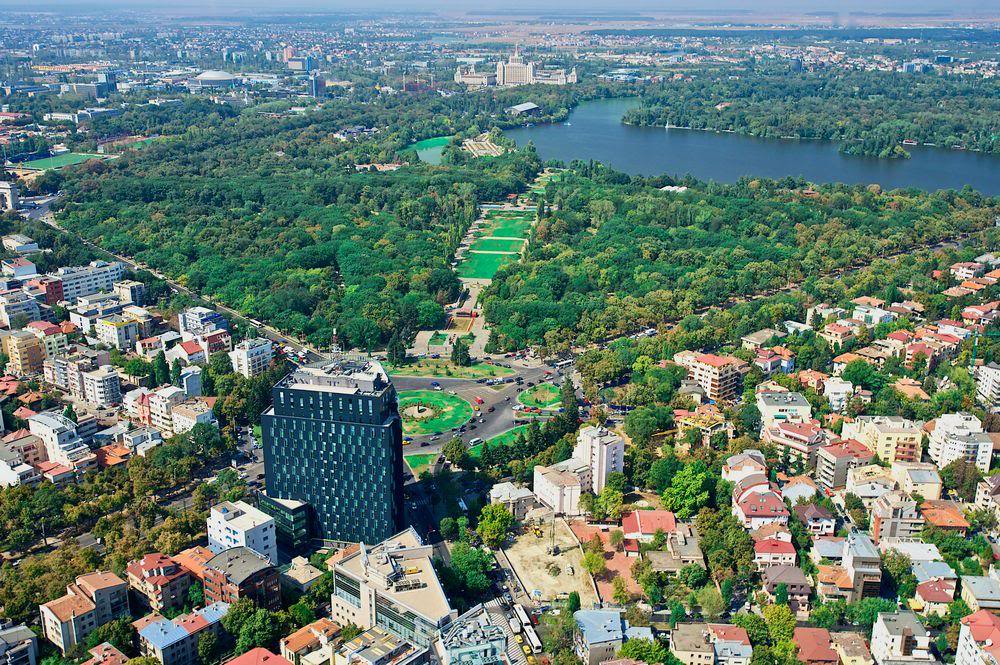
Pohled na Bukurešť

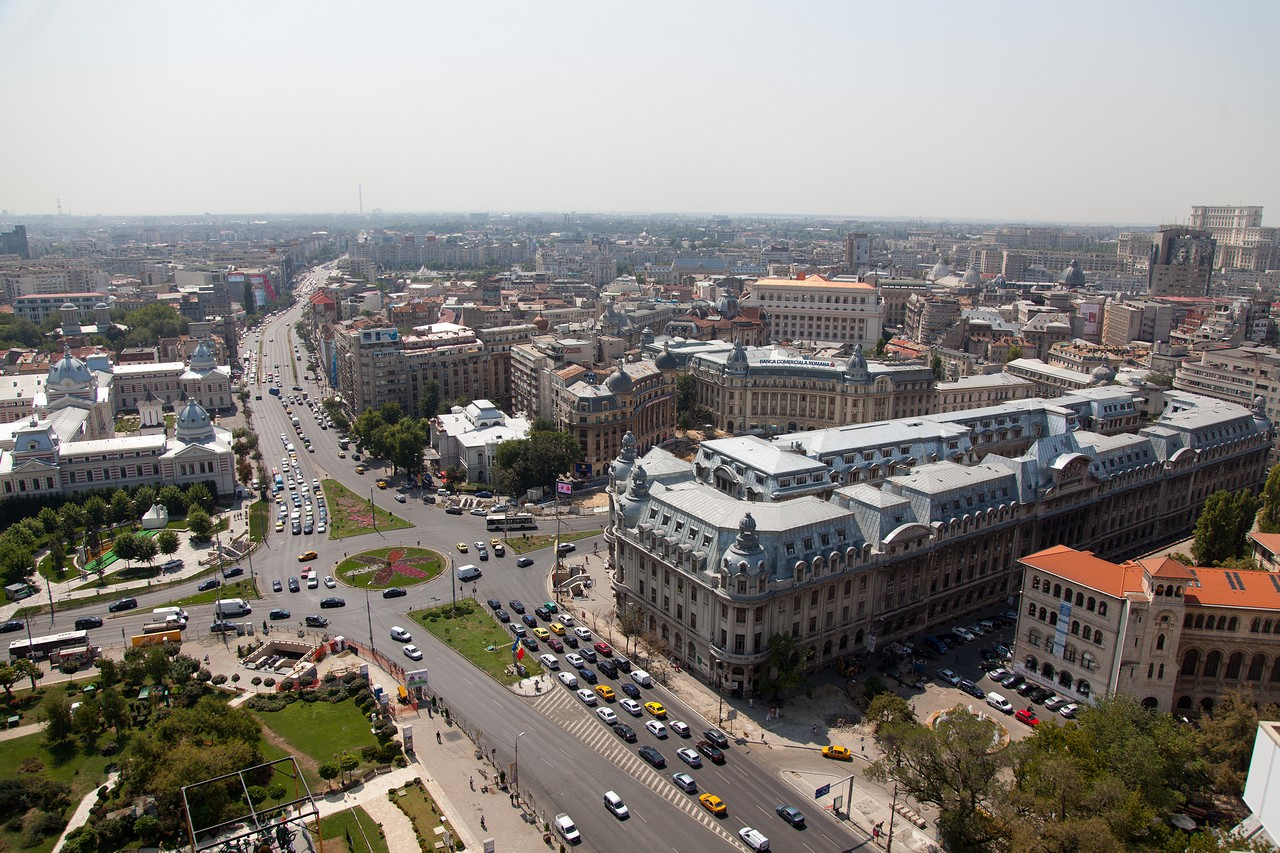
Univerzitní náměstí

Ve městě nalezneme několik jezer, z nichž nejdůležitější je Herăstrău, okolo něhož se rozkládá park, který nese stejné jméno. Dále se zde nachází skanzen. Dalšími bukurešťskými jezery jsou Floreasca a Tei, všechna leží v severní části města a rozkládají se na řece Colentina, přítoku řeky Dâmbovița. Kromě těchto jezer je v centru města ještě malé umělé jezero Cișmigiu, jež je obklopeno stejnojmennými zahradami. Ty mají bohatou historii, často je navštěvují slavné osobnosti. Zahrady byly otevřeny v roce 1847 podle plánů německého architekta Carla F. W. Meyera a jsou hlavním rekreačním parkem v centru města. Dále můžeme ve městě najít botanickou zahradu s 10 tisíci druhy rostlin. Další park Tineretului byl vytvořen v roce 1965 a navržen jako hlavní park pro jih Bukurešti. Nedaleko, na východ od parku, se nachází jezero Văcărești, které je unikátní tím, že na jeho místě stála kdysi vesnice, kterou nechal prezident Ceaușescu zbourat a postavit místo ní právě tuto vodní plochu. Po zbourání domů na začátku výstavby jezera však přišla rumunská revoluce, po níž bylo od stavby opuštěno. Místo zůstalo nevyužité a v roce 2016 se stalo přírodní rezervací. Většina plochy je zarostlá různými druhy keřů či trav. Žije zde 97 druhů ptáků a 7 druhů savců.

### Podnebí
Dle Köppenovy klasifikace podnebí řadíme Bukurešť na hranici oblastí vlhkého kontinentálního podnebí s teplými léty. Letní (červenec, srpen) denní průměr se pohybuje okolo 22 °C, zimní (prosinec, leden) okolo 0 °C. Právě v létě není výjimkou, když teplota dosahuje 38 °C. Během jara a podzimu se denní teploty pohybují mezi 10 a 20 °C. Především díky své poloze v Rumunské nížině mohou být zimy ve městě větrné. Roční úhrn srážek je asi 450 milimetrů.

## Administrativa

Sektory v Bukurešti

Bukurešť je jediné rumunské město, které není součástí žádné župy. Město spravuje Generální rada, v jejímž cele stojí primátor a dalších 55 volených zastupitelů. V současnosti má nejvíce zastupitelů Sociálně demokratická strana (PSD), za ní následuje Unie Zachraňme Rumunsko (USR) a Národní liberální strana (PNL), kromě těchto stran mají své zastupitele další dva subjekty. Město je dále rozděleno do šesti sektorů, z nichž každý má své vedení, které zahrnuje starostu a 27 zastupitelů. Všichni starostové jsou zvoleni za Sociální demokratickou stranu. Obecně platí, že Generální rada spravuje vodovody, kanalizace, hlavní městské třídy a městskou hromadnou dopravu a vedení sektorů zodpovídá za místní vedlejší ulice, parky či školy. Tyto sektory jsou radiálně očíslovány, každý z nich zahrnuje několik dalších čtvrtí bez samosprávy. 

### Sektory
- Sektor 1 – 227 tis. obyvatel – Dorobanți, Băneasa, Aviației, Pipera, Aviatorilor, Primăverii, Romană, Victoriei, Herăstrău Park, Bucureștii Noi, Dămăroaia, Strǎulești, Grivița, 1 Mai, Băneasa Forest, Pajura, Domenii, Chibrit
- Sektor 2 – 357 tis. obyvatel – Pantelimon, Colentina, Iancului, Tei, Floreasca, Moșilor, Obor, Vatra Luminoasă, Fundeni, Plumbuita, Ștefan cel Mare, Baicului
- Sektor 3 – 399 tis. obyvatel – Vitan, Dudești, Titan, Centrul Civic, Dristor, Lipscani, Muncii, Unirii
- Sektor 4 – 300 tis. obyvatel – Berceni, Olteniței, Giurgiului, Progresul, Văcărești, Timpuri Noi, Tineretului
- Sektor 5 – 288 tis. obyvatel – Rahova, Ferentari, Giurgiului, Cotroceni, 13 Septembrie, Dealul Spirii
- Sektor 6 – 371 tis. obyvatel – Giulești, Crângași, Drumul Taberei, Militari, Grozăvești, Ghencea

## Bezpečnost

### Justice a policie
Systém je podobný systému v jednotlivých župách. Každý ze sektorů má vlastní místní soud prvního stupně. Závažnější činy projednává Bukurešťský tribunál neboli městský soud. Odvolací soud v Bukurešti posuzuje odvolání proti rozhodnutím učiněným soudy prvního stupně ve městě a pěti okolních okresech. Bukurešť je také sídlem Rumunského nejvyššího soudu a také Rumunského ústavního soudu.
Bukurešť má také policejní sbor neboli Bukurešťskou policii, která je zodpovědná za bezpečnost v celém městě. Hlavní sídlo se nachází v centru města a po celém městě jsou rozesety místní stanice. Od roku 2004 má každý sektor také ve správě místní policejní síly, které hlídají bezpečnost právě v každém ze sektorů. V Bukurešti sídlí také generální inspektoráty četnictva a policie.

### Kriminalita
Míra kriminality v Bukurešti je ve srovnání s ostatními hlavními městy v Evropě poměrně nízká, přičemž celkový počet trestných činů klesl například mezi lety 2000 a 2004. Míra násilí v Bukurešti zůstává také velmi nízká, v roce 2007 došlo k 11 vraždám a dalším 983 násilným trestným činům. Přestože v roce 2013 došlo k poklesu počtu násilných trestných činů o 13% oproti roku 2012, bylo zaznamenáno 19 vražd (z nichž 18 bylo objasněno). 
Ačkoli došlo v roce 2000 k řadě policejních zásahů proti gangům organizovaného zločinu, jako byl klan Cămătaru, organizovaný zločin má obecně malý dopad na veřejný život. Drobný zločin je však častější, zejména ve formě kapsářů, kteří se vyskytují hlavně v městské hromadné dopravě. V 90. letech byly běžné například různé podvodné hry, zejména pokud jde o turisty. Tyto incidenty řeší policie dnes už jen výjimečně. V jižní části města, zejména v sociálně vyloučené čtvrti Ferentari, je úroveň kriminality vyšší. Dříve, především v 90. letech, byla velkým problémem bezprizornost, nyní je už pod průměrem hlavních měst v Evropě.

## Kvalita života

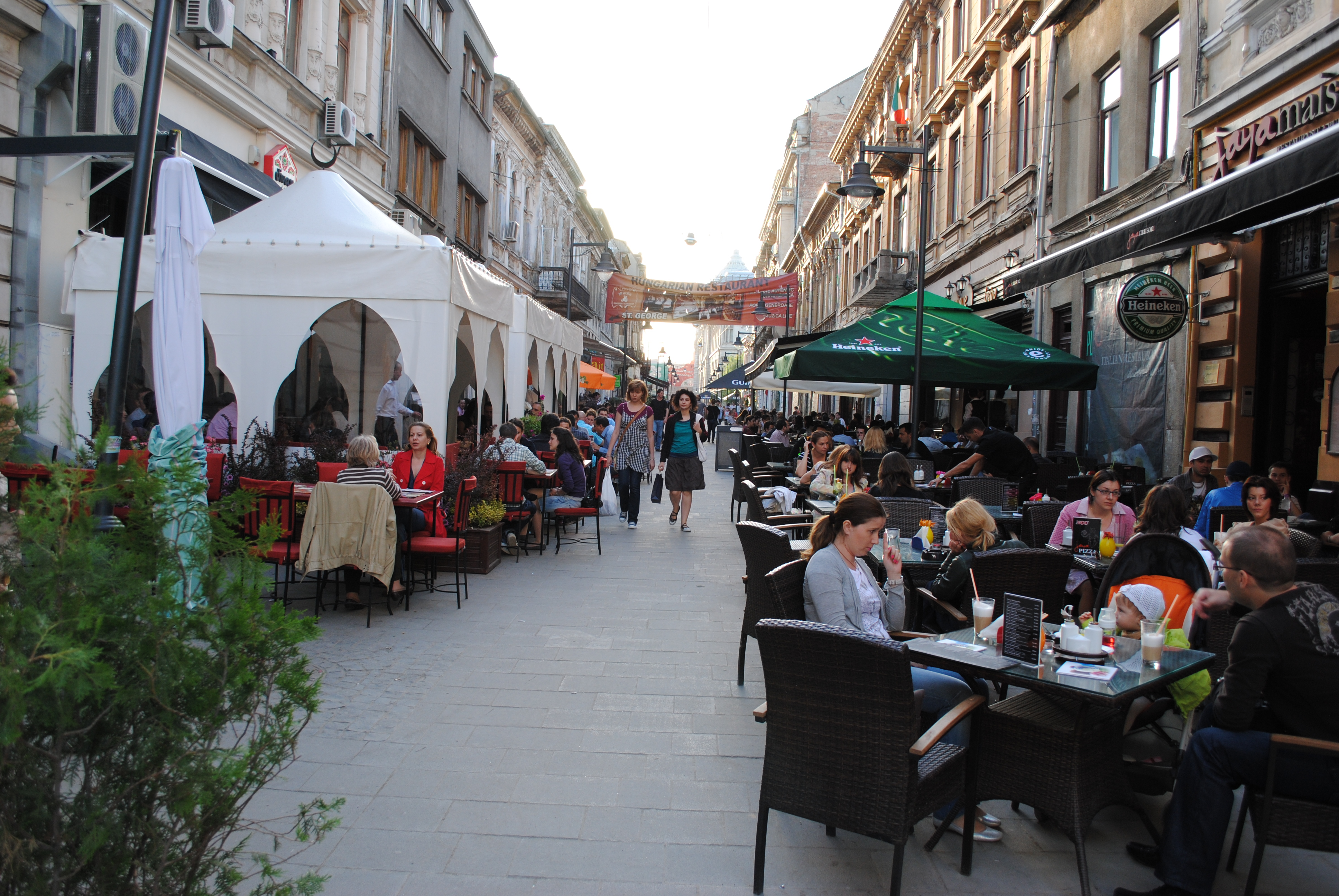
Historické centrum Bukurešti

Dle průzkumu kvality společnosti Mercer v jednotlivých světových městech z roku 2019 obsadila Bukurešť 109. místo. Pro porovnání – na prvním místě se umístila Vídeň, Bělehrad se umístil na 139. místě, nedaleká Sofie na 116. a Praha skončila na 69. místě. V roce 2001 obsadila Bukurešť 94. místo. Tato společnost své průzkumy sestavuje na základě 39 podmínek pro dobrý život, mezi které patří například politická stabilita, bezpečnost, mediální cenzura, kvalita vzdělávání, životní prostředí či cena bydlení. Mercer právě tímto způsobem porovnává 215 světových měst. Mnoho čtvrtí, zejména v jižní části Bukurešti, postrádá dostatek zeleně a jsou tvořeny stísněnými panelovými domy. Výhodou života v Bukurešti je to, že se na jeho území rozkládá mnoho parků a má hustou síť tramvají a v současnosti i pět linek metra.

## Obyvatelstvo
Podle sčítání lidu v roce 2011 žilo ve městě 1 883 425 obyvatel, v porovnání s rokem 2002 se jedná o pokles asi o 2,2 %. Ten je způsoben nízkou porodností, ale také stěhováním do okolních měst a vesnic, jako jsou například Voluntari, Buftea a Otopeni. Ve studii zveřejněné Organizací spojených národů se Bukurešť umístila na 19. místě mezi 28 městy s nejvyšším poklesem počtu obyvatel mezi lety 1990 a 2010. V Bukurešti žije 8,9 % veškeré rumunské populace. Do města dojíždí spousta zaměstnanců ze sousední župy Ilfov, ale oficiální statistiky o tomto neexistují.
Populace zažila dvě fáze rychlého růstu, první na konci 19. století, kdy bylo město zvoleno za hlavní město státu, což trvalo až do začátku druhé světové války, a druhá vlna přišla během vlády Nicolae Ceaușesca (1965–1989), kdy došlo k masivní výstavbě především panelových domů, a z tohoto důvodu se do města stěhovalo hodně venkovanů. V tomto období stejný prezident zakázal potrat a antikoncepci, což znamenalo zvýšení přirozeného přírůstku.
Bukurešť je město s vysokou hustotou zalidnění – 8 260/km2, protože většina populace žije v panelových domech. Počet obyvatel závisí na čtvrti – více jich nalezneme na jihu, méně pak na severu. Z hlavních měst zemí Evropské unie mají vyšší hustotu zalidnění pouze Atény a Paříž.
Asi 85,9 % obyvatel Bukurešti tvoří Rumuni. Dalšími významnými menšinami jsou Romové, Maďaři, Turci, Židé, Němci (většinou regatští), Číňané, Rusové, Ukrajinci a Italové. Celkem 226 943 lidí neuvedlo svou národnost.
Z hlediska náboženství řadíme 96,1 % obyvatel do skupiny pravoslavných, 1,2 % jsou římští katolíci a 0,5 % muslimové. Navzdory tomu pouze 18 % populace navštěvuje bohoslužby alespoň jednou týdně. Průměrná délka života obyvatel Bukurešti dosahovala v roce 2015 77,8 let, což je o 2,4 více než rumunský průměr.

## Doprava
Bukurešť protíná IV. a IX. Panevropský dopravní koridor.

### Letiště
V Bukurešti nalezneme dvě mezinárodní letiště, a to letiště Henri Coanda, které je největší v Rumunsku a leží asi 16 kilometrů severozápadně od centra, a druhé menší letiště Aurel Vlaicu.

### Městská hromadná doprava

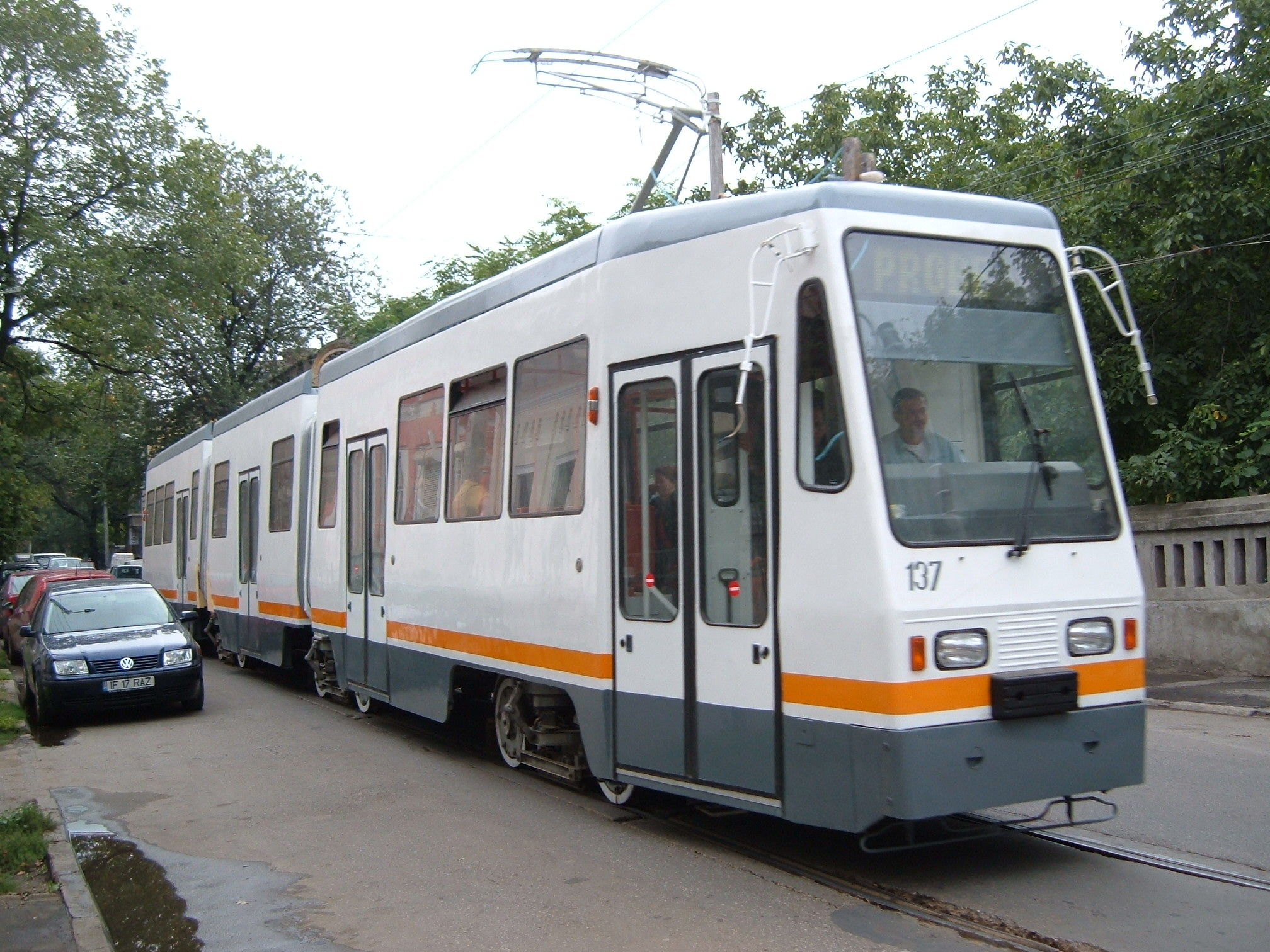
Tramvaj v Bukurešti

Bukurešť má největší síť MHD v Rumunsku a jednu z největších v Evropě. Je tvořena metrem a pozemní dopravou. Přestože existuje více přestupních stanic, oba systémy fungují nezávisle na sobě a provozují je dvě různé organizace (metro je provozováno společností Metrorex a síť povrchové dopravy společností Societatea de Transport București). Od roku 2007 lze zakoupit jednotnou jízdenku. Vozy jsou velmi často přeplněné.
Město má poměrně rozsáhlý systém metra skládající se ze čtyř tratí (M1, M2, M3 a M4) provozovaných společností Metrorex. Celková délka dosahuje 71,35 km (44,3 mil) a má 53 stanic s průměrnou mezistaniční vzdáleností 1,5 km. Je to jeden z nejrychlejších způsobů, jak cestovat po městě. Metro denně přepraví přibližně 720 000 osob.
Pozemní dopravu v Bukurešti provozuje Societatea de Transport Bucureşti (STB). Skládá se z rozsáhlé sítě autobusů (85 linek), trolejbusů (15 linek), tramvají (23 linek) a lehkého metra (2 linky). Síť STB je jednou z nejhustších v Evropě. Denně přepraví asi 1,7 milionu cestujících. Pozemní doprava je poměrně efektivní a velmi často používaný způsob, jak se po Bukurešti pohybovat. Stejně jako u metra systém prochází rozsáhlou modernizací. Za posledních 10 let se výrazně obměnil vozový park.

### Železnice

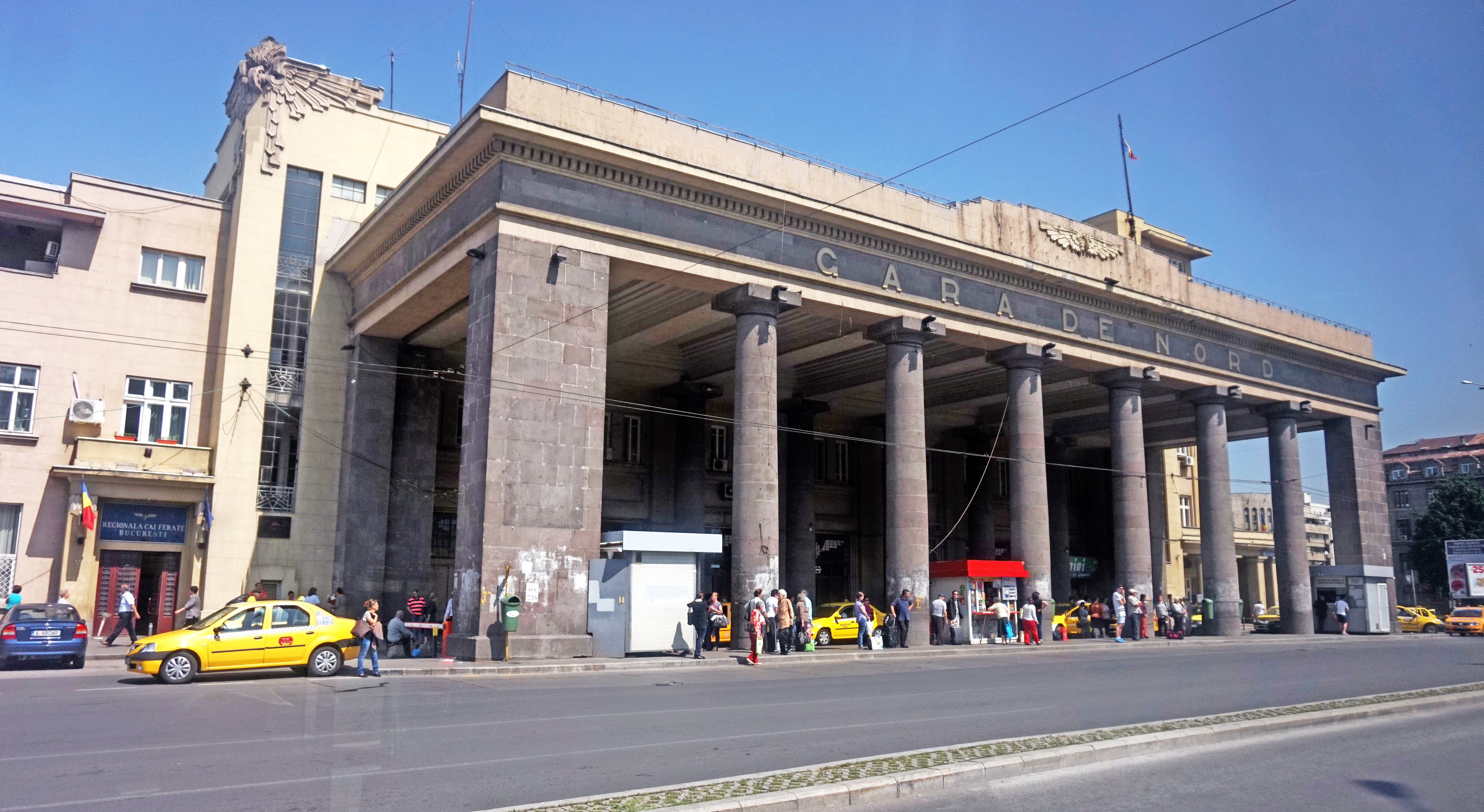
Severní nádraží (Gara de Nord)

Město je centrem rumunské železniční sítě, kterou provozuje Căile Ferate Române (CFR). Hlavní železniční stanice je Gara de Nord (Severní nádraží), z něhož jezdí vlaky do okolí města a také do všech velkých měst v Rumunsku a i do zahraničí (Bělehrad, Sofie, Varna, Kišiněv, Kyjev, Soluň, Vídeň, Budapešť atd.)
Dále ve městě nalezneme dalších 5 menších nádraží provozovaných CFR (Basarab – u Gara de Nord, Obor, Băneasa a Progresul). Nejstarším nádražím v Bukurešti je Filaret. Bylo slavnostně otevřeno v roce 1869 a v roce 1960 bylo přestavěno na autobusové.

### Silniční doprava

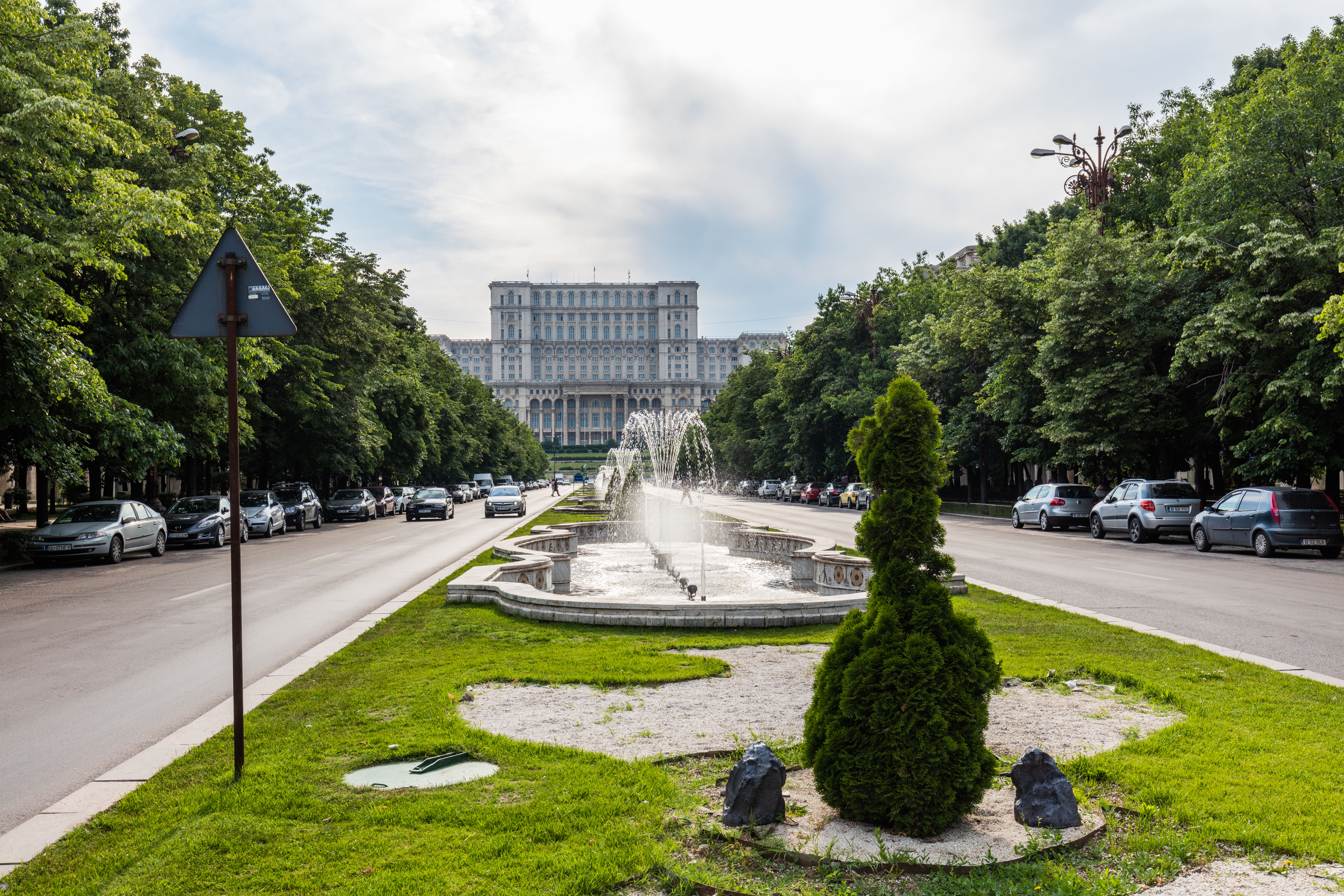
Bulvár Unirii

Bukurešť je hlavní křižovatkou rumunské silniční a dálniční sítě. Z Bukurešti vede dálnice A1 západně do města Pitești, dálnice A2 východně do města Constanța a poslední A3 severně do města Ploiești. Bukurešť má hodně velkokapacitních bulvárů zpravidla se 4–6 pruhy. Okolo Bukurešti vede obchvat, který má částečně dva a částečně čtyři pruhy.
Městské komunikace jsou obvykle přeplněné, protože v posledních letech město zaznamenalo vysoký nárůst počtu automobilů, v roce 2013 činil jejich počet 1 125 tisíc. To má za následek opotřebení a výmoly na silnicích, a to jak na hlavních, ale především na vedlejších silnicích, což je v současnosti jeden z největších problémů města.

### Taxi
V roce 2007 byl omezen maximální počet licencí vozů taxislužeb na 10 tisíc.

## Kultura

### Památky

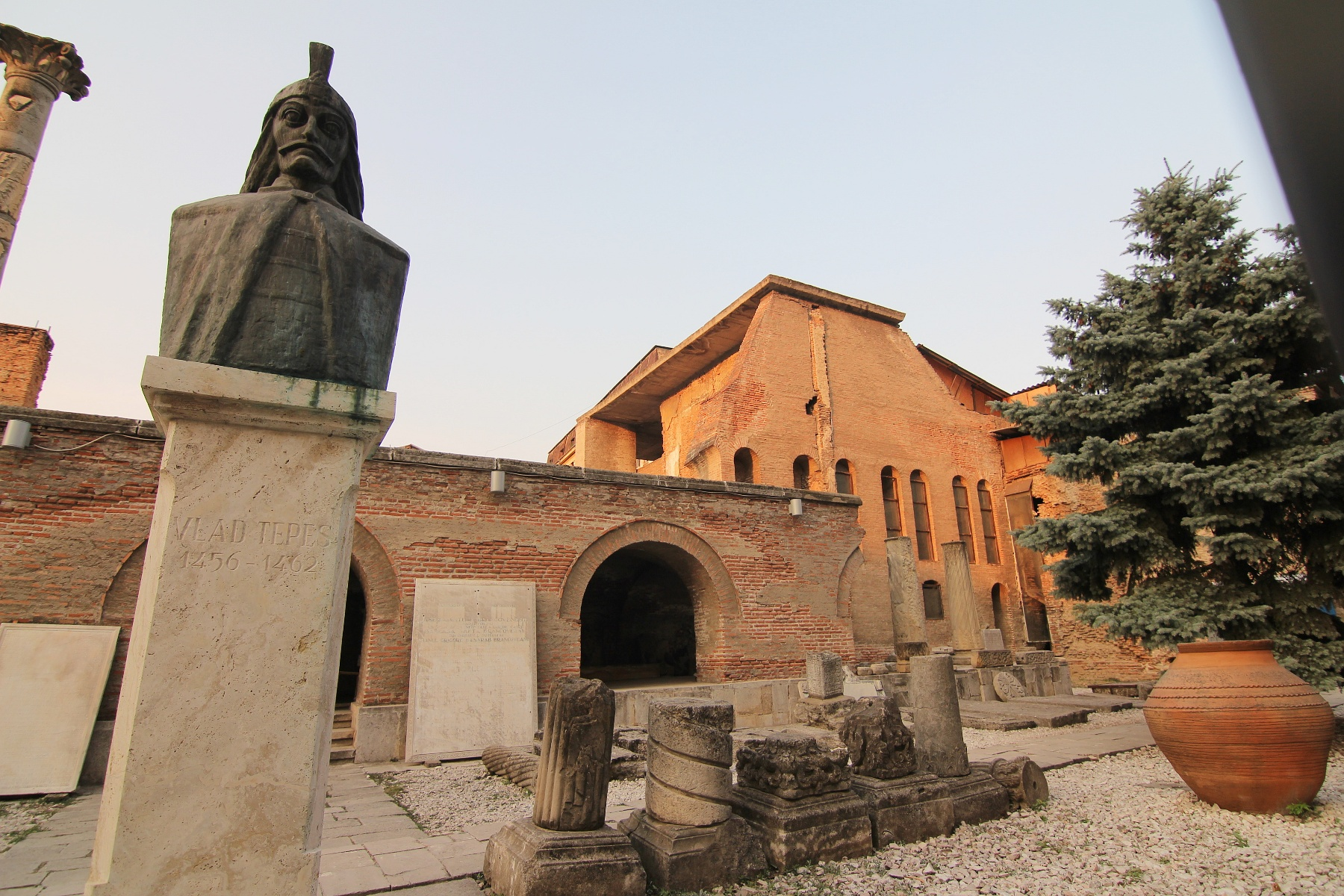
Vykopávky sídla valašského knížete Vlada III. Draculy z 15. století

Bukurešť má mnoho významných památek. Snad nejvýznamnější z nich je Palác Parlamentu, postavený v 80. letech za vlády komunistického diktátora Nicolae Ceaușesca. Je to největší budova parlamentu na světě, vevnitř nalezneme rumunský parlament (horní i dolní komora), dále tři muzea a galerie a další instituce. Budova váží přes 4 miliardy tun, což z ní dělá nejtěžší stavbu na světě (dle výpočtů).
Další dominantou v Bukurešti je Arcul de Triumf (Vítězný oblouk), postavený v roce 1935 a je inspirován tím pařížským. Novější dominantou města je Památník znovuzrození, mramorový sloup dokončený v roce 2005, který připomíná památku obětí rumunské revoluce z roku 1989. Budova rumunského athenaea je považována za symbol rumunské kultury. Byla postavena v letech 1886 až 1888 architektem Paulem Louisem Albertem Galeronem z veřejných financí. 
Výškový pětihvězdičkový hotel InterContinental Bucharest, který se nachází v blízkosti Univerzitního náměstí je také dominantou města. Je navržen tak, aby každý pokoj měl jedinečný výhled na město. Nejvyšší budovou v Bukurešti a zároveň v Rumunsku je ale mrakodrap Floreasca, který měří 137 metrů na výšku.
Ve městě nalezneme také dům Svobodného tisku, což je napodobenina Stalinových mrakodrapů v Moskvě.

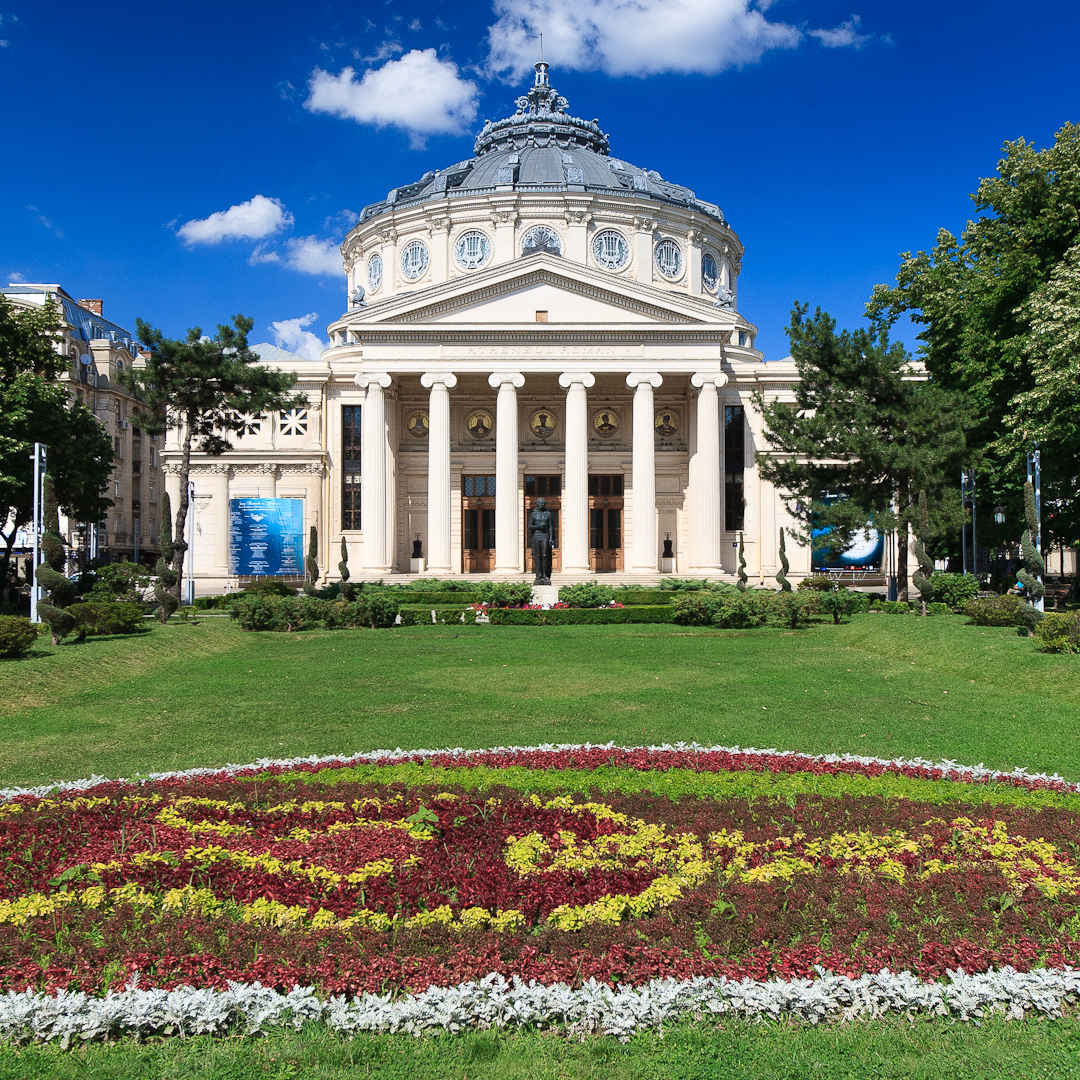
Rumunské atheaneum

#### Církevní stavby
- Bukurešťská národní katedrála
- Pravoslavná patriarchální katedrála
- Kostel monastýru Stavropoleos[25]
- Kostel svatého Antonína (rumunsky Biserica Sfantul Anton)[26]

### Muzea
- Národní historické muzeum Rumunska
- Národní muzeum umění Rumunska

- Národní muzeum vesnice "Dimitrie Gusti" (rumunsky Muzeul National al Satului "Dimitrie Gusti")[27][28]

### Kulturní akce a festivaly
V průběhu celého roku se v Bukurešti koná řada festivalů a jiných kulturních akcí festivalů, ale většina z nich se pořádá v červnu, červenci a srpnu. Národní opera pořádá každoročně v květnu a červnu mezinárodní operní festival, na němž vystupují různé soubory a orchestry z celého světa.
Rumunská společnost Athaeneum pořádá v září každého lichého roku festival klasické hudby, který nese název po skladateli Georgovi Enescu na místech po celém městě. Muzeum rumunského rolnictví a skanzen společně pořádají akce po celý rok, na kterých se mohou návštěvníci seznámit s tradičními rumunskými zvyky. Na počátku 21. století díky rostoucímu počtu Číňanů v Bukurešti se začaly konat čínské kulturní akce. První oficiálně organizovanou čínskou kulturní akcí byla oslava Čínského Nového roku v únoru roku 2005, která se konala v parku Nichity Stănescu a byla organizován městem Bukurešť.
V roce 2005 byla Bukurešť prvním městem v jihovýchodní Evropě, kde se konala mezinárodní umělecká výstava CowParade, což vedlo k tomu, že se po celém městě umisťovaly desítky zdobených kravských soch. V roce 2004 se poprvé konal Mezinárodní filmový festival v Bukurešti, což je událost široce uznávaná v Evropě, kterou navštívilo mnoho slavných herců nejen z Rumunska.

### Divadla a opery

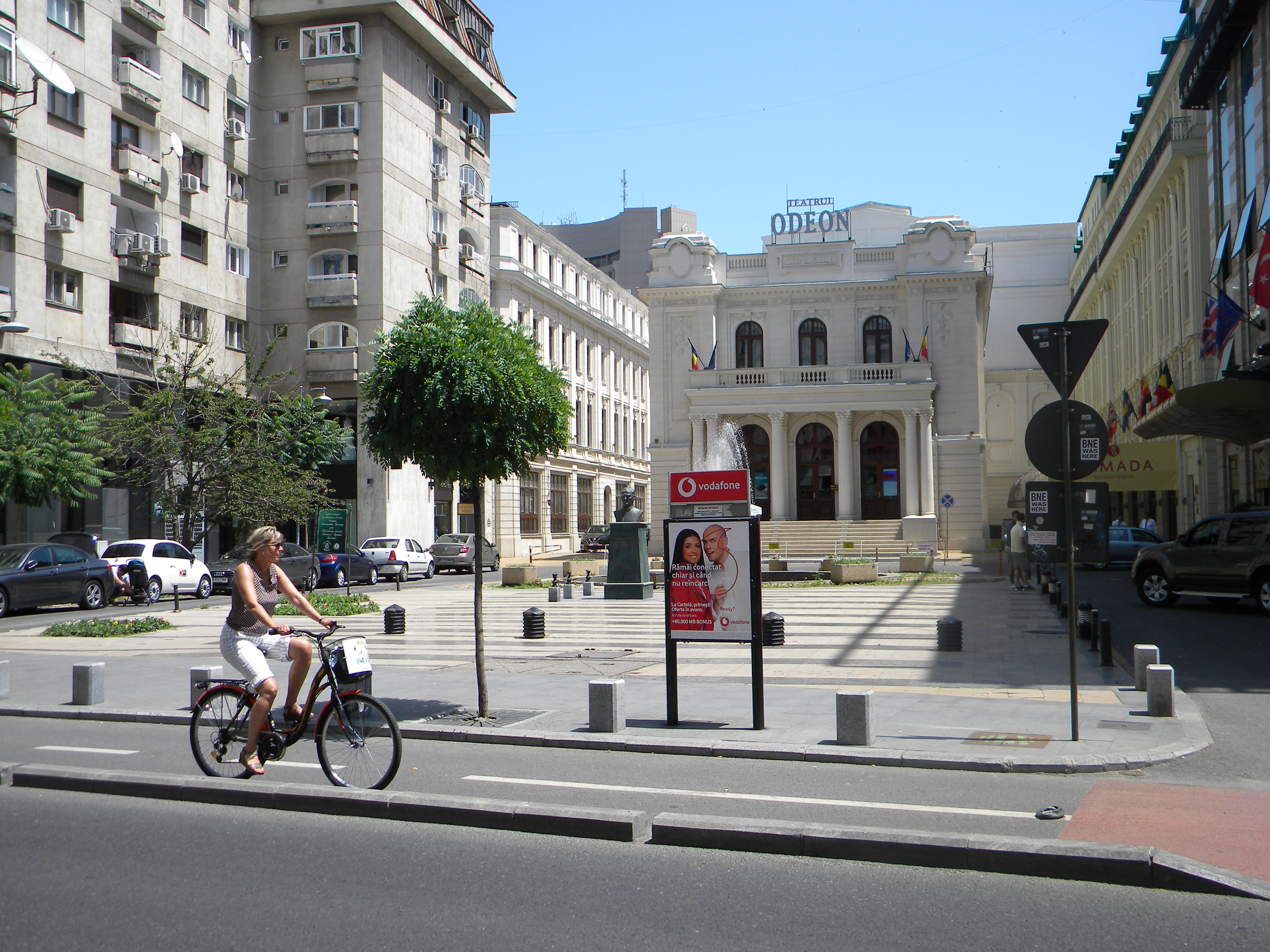
Divadlo Odeon

Divadelní umění je jedním z v Bukurešti velmi rozšířené. Nejznámějším symfonickým orchestrem je Národní rozhlasový orchestr Rumunska. Jednou z nejvýznamnějších budov je neoklasicistní Rumunské athenaeum, které bylo založeno v roce 1852 a pořádají se v něm koncerty klasické hudby.
Bukurešť je sídlem Národní opery a Národního divadla Iona Luciho Caragiale. Dalším známým divadlem v Bukurešti je Židovské divadlo, kde hraje světově proslulá herečka židovského původu Maia Morgensternová. Menších divadel (většinou zaměřených na specifický žánr) je po celém městě mnoho, jako například divadlo Odeon.

### Hudba a noční život
Bukurešť je domovem největších rumunských hudebních společností a je často bydlištěm rumunských umělců. Mezi obyvateli středního věku jsou populární rumunské rockové kapely jako Iris a Holograf, jsou stále populární, zatímco od začátku devadesátých let se rozvíjí hip-hop a rap. Hip-hopové kapely z Bukurešti jsou například B.U.G. Mafia, Paraziții a La Familia.
Pop-rocková skupina Taxi si získala mezinárodní respekt, stejně jako folková kapela Spitalul de Urgență. Mnoho diskoték hraje styl tzv. manele, což je kombinace orientální a rumunské hudby, který je obzvláště populární mezi dělníky, město má také bohatou jazzovou a bluesovou scénu.
Různé diskotéky a bary jsou po celém městě, ale pomyslným centrem je ulice Lipscani a čtvrť Regie.

## Vzdělávání

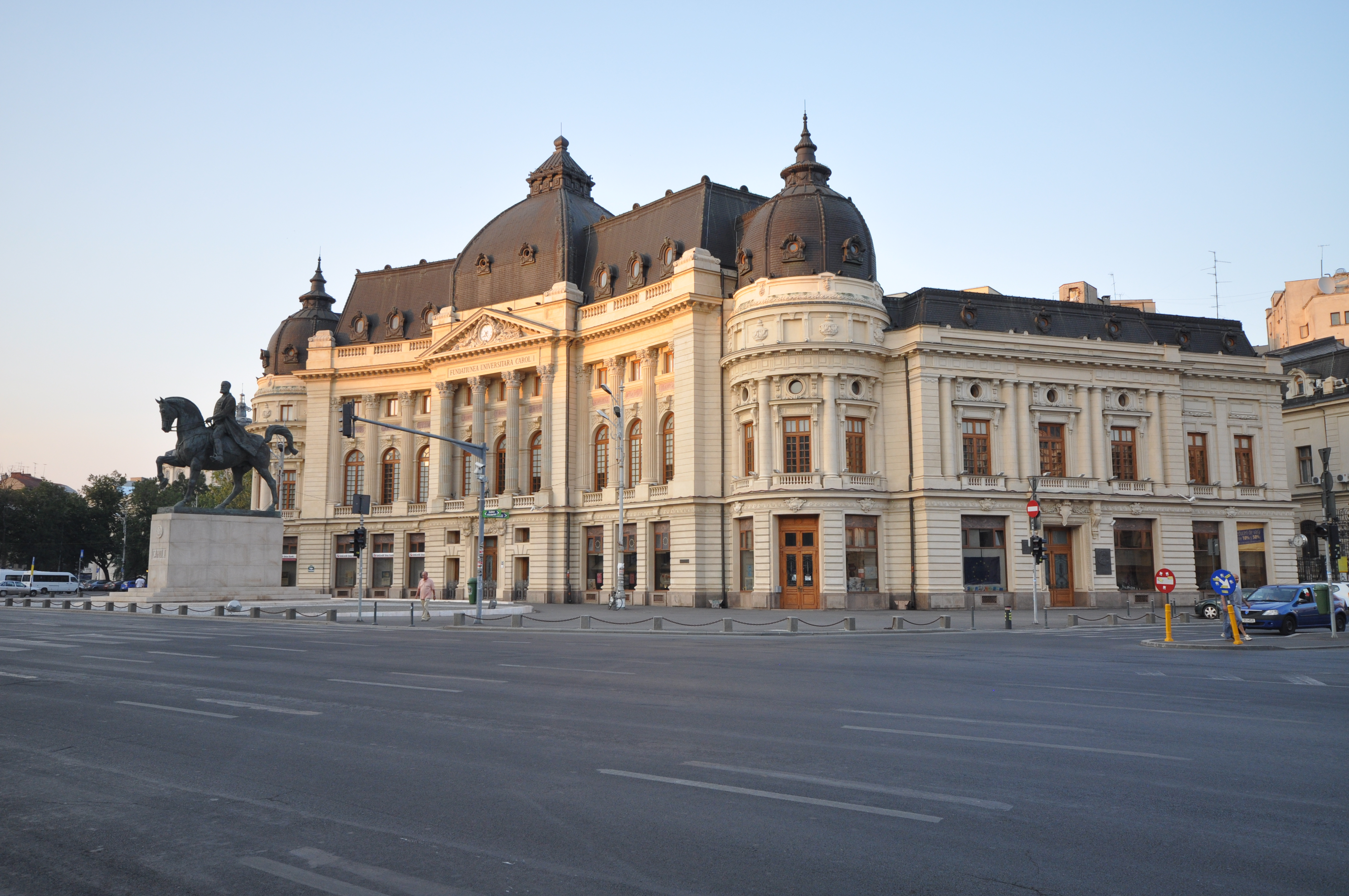
Hlavní univerzitní knihovna

V Bukurešti nalezneme 35 vysokých škol. Šestnáct z nich je veřejných a zbylých devatenáct jsou soukromé. Z těch veřejných jsou největší Bukurešťská univerzita, Polytechnika v Bukurešti, Bukurešťská akademie ekonomických studií či Univerzita medicíny a farmacie Carola Davily. Jednou z nejvýznamnějších soukromých škol je Rumunsko-americká univerzita založená v roce 1991, která nabízí kurzy v angličtině.
V žebříčku QS World University Rankings roku 2020 byla do první tisícovky nejlepších univerzit zahrnuta pouze Bukurešťská univerzita. V nultých letech 21. století stoupl počet zahraničních studentů.
První moderní vzdělávací institucí byla Knížecí akademie v Bukurešti, založená v roce 1694 a rozdělena v roce 1864 na dnešní Bukurešťskou univerzitu a Národní akademii sv. Sávy. Ve městě je dohromady více než 450 veřejných základních a středních škol.

## Sport
Fotbal je v Bukurešti velmi populární, ve městě působí několik známých týmů jako např. Steaua Buçuresti, Dinamo Buçuresti a Rapid Buçuresti. Stadion Arena Națională s kapacitou 55 600 sedících diváků je jedním z největších v jihovýchodní Evropě. Slavnostně otevřen byl 6. září 2011 a hostil finále Ligy mistrů UEFA 2012.

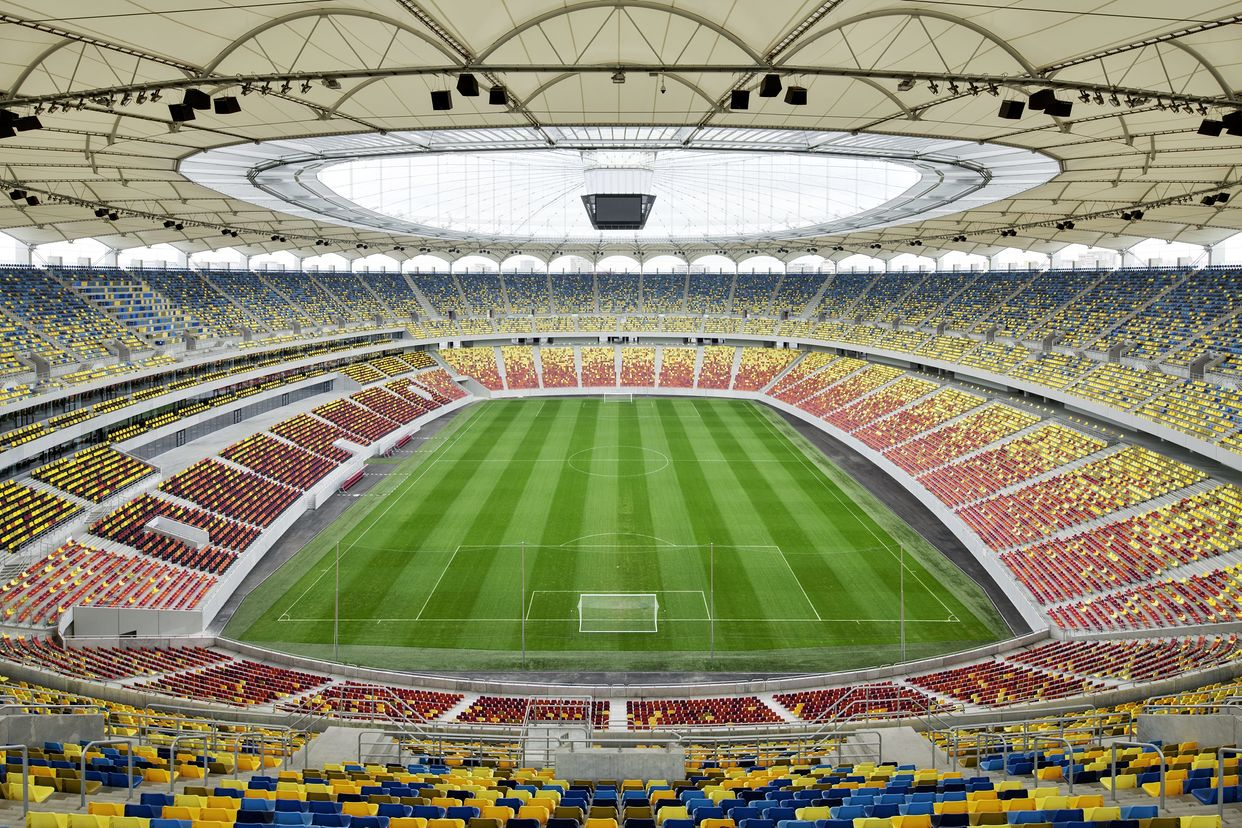
Arena Nationalǎ

Ve městě existují i házenkářské, volejbalové, ragbyové, basketbalové a hokejové kluby, Většina rumunských atletů a gymnastů také soutěží za bukurešťské kluby. Největší indoorovou arénou je Romexpo s kapacitou 40 000 sedících diváků. Může se používat k boxu, kickboxu, házené a tenisu.
V rumunském hlavním městě se také pořádají mezinárodní tenisové turnaje jako byl BRD Bucharest Open a Romanian Open. Hokejová utkání se konají v Mihai Flamaropol Arena s kapacitou 8 000 diváků. Ragbyové zápasy se konají na vícero stadionech, ale tím nejmodernějším je Arcul de Triumf Stadium, na němž také sídlí rumunská ragbyová reprezentace.
Na stadionu Arena Națională se také konalo Mistrovství Evropy ve fotbale 2020. Turnaj byl však odložen kvůli pandemii covidu-19 na rok 2021.

## Významní rodáci
- Petre Ispirescu (1830–1887), folklorista a publicista
- Alexandru Odobescu (1834–1895), archeolog, autor a politik
- Ioan Kalinderu (1840–1814), profesor práva, spisovatel, lesník, rektor Bukurešťské univerzity
- Ion I. Câmpineanu (1841–1888), politik, starosta Bukurešti
- Barbu Ștefănescu Delavrancea (1858–1918), spisovatel, básník, právník a starosta Bukurešti
- Nicolae Filipescu (1862–1916), politik, starosta Bukurešti
- Elena Văcărescuová (1864–1947), spisovatelka
- Dragomir Hurmuzescu (1865–1954), fyzik a vynálezce
- Vintilă Brătianu (1867–1930), stavební inženýr, starosta Bukurešti a rumunský premiér
- Nicolae Paulescu (1869–1931), lékař, fyziolog, objevitel inzulinu
- Tudor Arghezi (1880–1967), básník a spisovatel
- Traian Lalescu (1882–1929), matematik
- Mateiu Caragiale (1885–1936), básník a prozaik
- George Topîrceanu (1886–1937), básník, humorista.
- Henri Coandă (1886–1972), vynálezce, průkopník letectví, objevitel Coandova efektu
- Jacob L. Moreno (1889–1974), psychiatr
- Edward G. Robinson (1893–1973), divadelní herec
- Mihail Andricu (1894–1974), skladatel, houslista a klavírista
- Marcel Janco (1895–1984), malíř, architekt, spoluzakladatel dadaismu
- Clara Haskilová (1895–1960), pianistka
- George Călinescu (1899–1965), literární kritik
- Mircea Eliade (1907–1986), diplomat, spisovatel a filozof
- Haralamb H. Georgescu (1908–1977), modernistický architekt
- Șerban Țițeica (1908–1985), fyzik
- Richard Wurmbrand (1909–2001), luteránský farář, spisovatel, teolog
- Maria Tănaseová (1913–1963), zpěvačka a herečka
- Gică Petrescu (1915–2006), zpěvák a skladatel
- Neagu Djuvara (1916–2018), historik, diplomat, profesor práva, spisovatel a filozof
- Dinu Lipatti (1917–1950), klavírista a skladatel
- Angelica Rozeanuová (1921–2006), stolní tenistka
- Horia Damianová (1922–2012), malířka a sochařka
- Nicolae Herleaová (1927–2014), operní zpěvačka
- Draga Olteanu Mateiová (* 1933), filmová a divadelní herečka
- Cristian Țopescu (1937–2018), sportovní komentátor, novinář a politik
- Gheorghe Gruia (1940–2015), házenkář, dvojnásobný mistr světa
- Margareta Pâslaruová (* 1943), herečka a zpěvačka
- Cristian Gațu (* 1945), bývalý házenkář
- Mircea Lucescu (* 1945), bývalý fotbalista, současný trenér
- Ilie Năstase (* 1946), tenista
- Andrei Pleșu (* 1948), filozof a esejista
- Corneliu Vadim Tudor (1949–2015), básník, spisovatel, novinář a politik
- Dudu Georgescu (* 1950), fotbalista, dvojnásobný vítěz Zlaté kopačky
- Anghel Iordănescu (* 1950), bývalý fotbalista
- Mircea Cărtărescu (* 1956), spisovatel, básník a literární kritik
- Michael Crețu (* 1957), zpěvák, skladatel a producent, zakladatel skupiny Enigma
- Mircea Geoana (* 1958), bývalý politik
- Maia Morgensternová (* 1962), filmová a divadelní herečka
- Laura Badeaová (* 1970), šermířka
- Bogdan Aurescu (* 1973), právník, diplomat a politik
- Roxana Mărăcineanuová (* 1975), bývalá plavkyně, první francouzská mistryně světa, ministryně sportu Francie
- Ion Oncescu (* 1978), armwrestler
- Alexandra Maria Lara (* 1978), herečka
- Ana-Maria Brânzăová (* 1984), šermířka, mistryně světa a Evropy
- Cristina Neaguová (* 1988), házenkářka

## Partnerská města
- Ammán, Jordánsko (1999)
- Ankara, Turecko (1998)
- Athény, Řecko (1993)
- Atlanta, Spojené státy americké (1994)
- Budapešť, Maďarsko (1997)
- Kišiněv, Moldavsko (1999)
- Peking, Čína (2005)